# Mount Bellows
Mount Bellows är ett berg i Antarktis. Det ligger i Östantarktis. Nya Zeeland gör anspråk på området. Toppen på Mount Bellows är 2 390 meter över havet, eller 420 meter över den omgivande terrängen. Bredden vid basen är 4,0 km.
Terrängen runt Mount Bellows är kuperad norrut, men söderut är den bergig. Trakten är obefolkad. Det finns inga samhällen i närheten.